# رودی ژستد
رودی ژستد (فرانسوی: Rudy Gestede‎؛ زادهٔ ۱۰ اکتبر ۱۹۸۸) بازیکن سابق فوتبال فرانسوی-بنینی است که در پست مهاجم بازی می‌کرد.

## زندگی شخصی
در تابستان ۲۰۱۲، همسر رودی، هاوا، اولین فرزند خود به نام الیا ژستد را به دنیا آورد. همچنین او به دین اسلام اهل سنت معتقد است.
کوچک‌ترین فرزند او نیز زکریا نام دارد.

## عملکرد باشگاهی
وی سابقاً حضور در تیم‌هایی چون باشگاه فوتبال استون ویلا و باشگاه فوتبال کاردیف سیتی، باشگاه فوتبال میدلزبرو و باشگاه فوتبال بلکبرن روورز در پریمر لیگ انگلستان و چمپیونشیپ؛ باشگاه فوتبال متس و باشگاه فوتبال کن فرانسه؛ باشگاه فوتبال ملبورن ویکتوری در ای-لیگ استرالیا و باشگاه فوتبال پانتولیکوس در سوپر لیگ فوتبال یونان را نیز دارد. وی سابقه نایب قهرمانی با کاردیف سیتی در لیگ کاپ باشگاه‌های انگلستان ۲۰۱۲ را نیز دارد وی در نیمه نهایی و فینال لیگ کاپ به ترتیب به باشگاه فوتبال کریستال پالاس و باشگاه فوتبال لیورپول گلزنی کرد. وی همچنین سابقه قهرمانی چمپیونشیپ با کاردیف را نیز دارد.
ژستد پس از گذراندن رده‌های جوانان در باشگاه فوتبال متس فرانسه، یک سال را به صورت قرضی در باشگاه فوتبال کن فرانسه گذراند و در ۲۲ بازی چهار گل به ثمر رساند؛ سپس در سال ۲۰۱۰ به تیم شهر متس، فرانسه بازگشت. وی در تابستان ۲۰۱۱ به باشگاه فوتبال کاردیف سیتی در چمپیونشیپ پیوست به این باشگاه برای صعود به لیگ برتر فوتبال انگلستان کمک کرد؛ با این حال، او در شروع لیگ برتر فوتبال انگلستان ۱۴–۲۰۱۳ به علت حضور کم در تیم اول این تیم، از کاردیف سیتی جدا شد و به صورت قرضی به باشگاه فوتبال بلکبرن روورز  منتقل شد و در اولین فصل عدم حضور ژستد، کاردیف سیتی به عنوان تیم آخر لیگ برتر فوتبال انگلستان به چمپیونشیپ سقوط کرد. در ژانویه ۲۰۱۴، او انتقال دائمی به بلکبرن روورز انگلیس انجام داد و خود را در تیم اصلی تثبیت کرد و یک حمله قوی را تشکیل داد. مشارکت با جردن رودز در خط حمله باعث به‌وجود آمدن این خط حمله شد.
ژستد با گلزنی در دیدار دو تیم استقلال و  پرسپولیس در ۲۶ اسفند ۱۴۰۰، اولین گلزن خارجی تاریخ تیم فوتبال استقلال در دربی شد.
ژستد در سال ۲۰۲۳، یک سال پس از جدایی از استقلال تهران اتمام دوران حرفه‌ای خود در فوتبال را اعلام کرد.

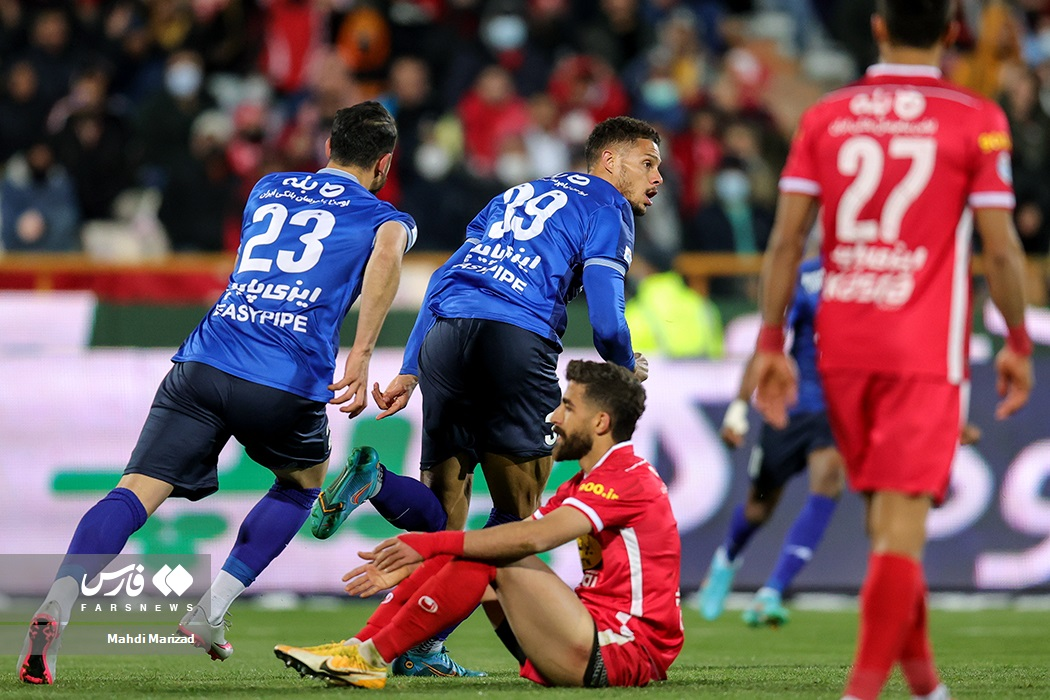
رودی ژستد پس از گلزنی در شهرآورد تهران

## آمار باشگاهی
تا تاریخ ۱ ژوئیه ۲۰۲۲
| باشگاه               | فصل                  | لیگ                  | لیگ  | لیگ | جام حذفی | جام حذفی | جام لیگ | جام لیگ | قاره‌ای | قاره‌ای | دیگر | دیگر | مجموع | مجموع |
| باشگاه               | فصل                  | دسته                 | بازی | گل  | بازی     | گل       | بازی    | گل      | بازی   | گل     | بازی | گل   | بازی  | گل    |
| -------------------- | -------------------- | -------------------- | ---- | --- | -------- | -------- | ------- | ------- | ------ | ------ | ---- | ---- | ----- | ----- |
| متز                  | ۲۰۰۷–۰۸              | لیگ ۲                | ۱۲   | ۰   | ۱        | ۰        | ۱       | ۰       | _      | _      | _    | _    | ۱۴    | ۰     |
| متز                  | ۲۰۰۸–۰۹              | لیگ ۲                | ۵    | ۰   | ۰        | ۰        | ۰       | ۰       | _      | _      | _    | _    | ۵     | ۰     |
| متز                  | ۲۰۱۰–۱۱              | لیگ ۲                | ۱۱   | ۳   | ۲        | ۱        | ۱       | ۱       | _      | _      | _    | _    | ۱۴    | ۵     |
| مجموع متز            | مجموع متز            | مجموع متز            | ۲۸   | ۳   | ۳        | ۱        | ۲       | ۱       | _      | _      | _    | _    | ۳۲    | ۵     |
| کن                   | ۲۰۰۹–۱۰              | لیگ ملی فرانسه       | ۲۲   | ۲   | ۲        | ۱        | ۱       | ۲       | _      | _      | _    | _    | ۲۵    | ۵     |
| مجموع کلن            | مجموع کلن            | مجموع کلن            | ۲۲   | ۲   | ۲        | ۱        | ۱       | ۲       | _      | _      | _    | _    | ۲۵    | ۵     |
| کاردیف سیتی          | ۲۰۱۱–۱۲              | چمپیونشیپ            | ۲۵   | ۲   | ۱        | ۰        | ۵       | ۱       | _      | _      | _    | _    | ۳۱    | ۳     |
| کاردیف سیتی          | ۲۰۱۲–۱۳              | چمپیونشیپ            | ۲۷   | ۵   | ۰        | ۰        | ۰       | ۰       | _      | _      | _    | _    | ۲۷    | ۵     |
| کاردیف سیتی          | ۲۰۱۳–۱۴              | لیگ جزیره            | ۳    | ۰   | ۰        | ۲        | ۲       | ۰       | _      | _      | _    | _    | ۵     | ۱     |
| مجموع کاردیف سیتی    | مجموع کاردیف سیتی    | مجموع کاردیف سیتی    | ۵۵   | ۷   | ۱        | ۰        | ۷       | ۲       | _      | _      | _    | _    | ۶۳    | ۹     |
| بلکبرن روورز         | ۲۰۱۳–۱۴              | چمپیونشیپ            | ۲۷   | ۱۳  | ۲        | ۰        | ۰       | ۰       | _      | _      | _    | _    | ۲۹    | ۱۳    |
| بلکبرن روورز         | ۲۰۱۴–۱۵              | چمپیونشیپ            | ۳۹   | ۲۰  | ۴        | ۲        | ۱       | ۰       | _      | _      | _    | _    | ۴۴    | ۲۲    |
| مجموع بلکبرن روورز   | مجموع بلکبرن روورز   | مجموع بلکبرن روورز   | ۶۶   | ۳۳  | ۶        | ۲        | ۱       | ۰       | _      | _      | _    | _    | ۷۳    | ۳۵    |
| استون ویلا           | ۲۰۱۵–۱۶              | لیگ جزیره            | ۳۲   | ۵   | ۲        | ۰        | ۲       | ۱       | _      | _      | _    | _    | ۳۶    | ۶     |
| استون ویلا           | ۲۰۱۶–۱۷              | چمپیونشیپ            | ۱۸   | ۴   | ۲        | ۰        | ۲       | ۰       | _      | _      | _    | _    | ۲۲    | ۴     |
| مجموع استون ویلا     | مجموع استون ویلا     | مجموع استون ویلا     | ۵۰   | ۹   | ۴        | ۰        | ۴       | ۱       | _      | _      | _    | _    | ۵۸    | ۱۰    |
| میدلزبرو             | ۲۰۱۶–۱۷              | لیگ جزیره            | ۱۶   | ۱   | ۳        | ۱        | ۰       | ۰       | _      | _      | _    | _    | ۱۹    | ۲     |
| میدلزبرو             | ۲۰۱۷–۱۸              | چمپیونشیپ            | ۱۹   | ۳   | ۱        | ۱        | ۱       | ۰       | _      | _      | _    | _    | ۲۱    | ۴     |
| میدلزبرو             | ۲۰۱۸–۱۹              | چمپیونشیپ            | ۴    | ۰   | ۲        | ۰        | ۲       | ۰       | _      | _      | _    | _    | ۸     | ۰     |
| میدلزبرو             | ۲۰۱۹–۲۰              | چمپیونشیپ            | ۱۹   | ۲   | ۲        | ۰        | ۱       | ۰       | _      | _      | _    | _    | ۲۲    | ۲     |
| مجموع میدلزبرو       | مجموع میدلزبرو       | مجموع میدلزبرو       | ۵۹   | ۶   | ۸        | ۲        | ۴       | ۰       | _      | _      | _    | _    | ۷۱    | ۸     |
| ملبورن ویکتوری       | ۲۰۲۰–۲۱              | ای-لیگ               | ۱۷   | ۵   | ۰        | ۰        | -       | -       | _      | _      | _    | _    | ۱۷    | ۵     |
| مجموع ملبورن ویکتوری | مجموع ملبورن ویکتوری | مجموع ملبورن ویکتوری | ۱۷   | ۵   | ۰        | ۰        | _       | _       | _      | _      | _    | _    | ۱۷    | ۵     |
| پانتولیکوس           | ۲۰۲۱–۲۲              | سوپر لیگ یونان       | ۳    | ۱   | ۰        | ۰        | -       | -       | _      | _      | _    | _    | ۳     | ۱     |
| مجموع پانتولیکوس     | مجموع پانتولیکوس     | مجموع پانتولیکوس     | ۳    | ۱   | ۰        | ۰        | _       | _       | _      | _      | _    | _    | ۳     | ۱     |
| استقلال              | ۲۰۲۱–۲۲              | لیگ برتر             | ۲۳   | ۳   | ۲        | ۰        | _       | _       | _      | _      | _    | _    | ۲۵    | ۳     |
| مجموع استقلال        | مجموع استقلال        | مجموع استقلال        | ۲۳   | ۳   | ۲        | ۰        | _       | _       | _      | _      | _    | _    | ۲۵    | ۳     |
| مجموع بازی           | مجموع بازی           | مجموع بازی           | ۳۲۲  | ۶۹  | ۲۶       | ۸        | ۱۹      | ۵       | _      | _      | _    | _    | ۳۶۷   | ۸۲    |

## افتخارات

### کاردیف سیتی
- چمپیونشیپ (۱ بار): ۱۳–۲۰۱۲
- لیگ کاپ باشگاه‌های انگلستان (نایب قهرمان): ۲۰۱۲

### استقلال تهران
- لیگ برتر : ۰۱–۱۴۰۰

#### فردی
- بهترین بازیکن ماه لیگ جزیره: آوریل ۲۰۱۴[۷]

## گل‌های ملی
| شماره | تاریخ          | میزبان                        | حریف    | نتیجه | رقابت                  |
| ----- | -------------- | ----------------------------- | ------- | ----- | ---------------------- |
| ۱     | ۷ فروردین ۱۳۹۲ | مصطفی تشاکر، البلیده، الجزایر | الجزایر | ۳–۱   | مقدماتی جام جهانی ۲۰۱۴ |
| ۲     | ۱۹ خرداد ۱۳۹۲  | شارل دو گل، پورتو نووو، بنین  | الجزایر | ۳–۱   | مقدماتی جام جهانی ۲۰۱۴ |
| ۳     | ۲۲ آبان ۱۳۹۳   | ادرار، اکادیر، مراکش          | مراکش   | ۶–۱   | دوستانه                |

## عملکرد ملی
او در فوریه ۲۰۱۳ برای بازی در مقدماتی جام جهانی فوتبال ۲۰۱۴ به تیم ملی فوتبال بنین دعوت شد. او در ۱۱ بازی ملی ۳ گل (مقابل مراکش و الجزایر) زده‌است.

## جستار های وابسته
- فهرست بازیکنان خارجی لیگ برتر فوتبال ایران
- فهرست بازیکنان خارجی باشگاه فوتبال استقلال تهران